# Taudactylus pleione
Taudactylus pleione é uma espécie de anfíbio da família Myobatrachidae.
É endémica da Austrália.
Os seus habitats naturais são: florestas subtropicais ou tropicais húmidas de baixa altitude, regiões subtropicais ou tropicais húmidas de alta altitude, rios intermitentes e áreas rochosas.
Está ameaçada por perda de habitat.